# Nederlandsche Club voor Fotokunst
De 'Nederlandsche Club voor Fotokunst', afgekort NCvFK, was een Nederlandse vereniging voor fotografen opgericht in 1907, door onder andere Adriaan Boer, Ernst A. Loeb, Johan Huijsen en Berend Zweers.
Het doel van de vereniging was de artistieke fotografie in Nederland te bevorderen. De oprichters hadden The Linked Ring uit Engeland tot voorbeeld. 
De circa 25 leden hingen allen het picturalisme aan. Een aantal van hen behoorden tot dan toe tot de 'kunstkring' van de AFV, de Amateur Fotografen Vereniging, en het feit dat zij een eigen vereniging oprichtten, leidde tot enige animositeit tusse beide clubs.
Na de oprichting voegden andere fotografen zich bij de groep, onder wie Henri Berssenbrugge, Barend Arendsen, Bernard Eilers, Helena Goude, Wieger Idzerda en Carl Mögle.
Deze fotografen hadden over het algemeen een voorliefde voor de zogenaamde edele procédés, zoals de broomolie-overdruk, de gomdruk en de platinodruk.
Tussen de vakfotografen en de amateurfotografen heersten verschillende meningen over het toepassen van deze procédés. Zo noemde vakfotograaf P.J. Clausing, lid van de Nederlandse Fotografen Kunstkring (NFK) de edeldrukprocédés 'geïmporteerde imitatiekunst'..
De club organiseerde lezingen, zoals in 1913 een lezing door Erwin Quedenfeldt, en jaarlijkse salons. Ook deed de club - met succes - mee aan tentoonstellingen in het buitenland, zoals in 1911 in Birmingham, waar verschillende prijzen in de wacht werden gesleept, en in Londen in 1912.
In 1907 richtten Adriaan Boer en Ernst A. Loeb samen ook het tijdschrift De Camera. Modern Fotografisch tijdschrift op. In 1914 startte Adriaan Boer het tijdschrift Focus dat tot 1917 het officieel orgaan was voor de Nederlandsche Club voor Fotokunst. In 1927 ging De Camera met het voormalige tijdschrift Lux verder onder de titel Vereenigde Fotobladen Lux - De Camera.

## Oprichting fotomuseum
Op 6 april 1911 stond de oprichting van een fotomuseum op de agenda van de vereniging. De NCvFK maakte in het nummer van 15 maart 1912 van het tijdschrift De Camera bekend dat zij van plan was 'pogingen in het werk te stellen om te geraken tot het bijeenbrengen eener collectie fotografieën van historische en artistieke beteekenis in een Nederlands Museum'. De club zocht naar aansluiting bij een bestaand museum en vond het Museum van Kunstnijverheid, gehuisvest in Paviljoen Welgelegen, in Haarlem hiertoe bereid en geschikt.
De directeur van het Museum van Kunstnijverheid, Eduard August von Saher, was meteen enthousiast over het voornemen een fotografische verzameling op te zetten. Er werd een comité samengesteld  om de plannen vorm te geven, met Von Saher als voorzitter. Andere leden waren B.J.V. van Hees (vicevoorzitter), Ernst A. Loeb (secretaris) en de commissarissen Johan Huijsen, Berend Zweers en Adriaan Boer. Dit geheel, aangevuld met nog enkelen leden, werd een vereniging met de naam 'Vereeniging tot vorming eener collectie fotografieën in het 'Museum van Kunstnijverheid te Haarlem', ook wel het Nederlandsch Fotografisch Museum.
Dat de jaarlijkse salon van de NCvFK in 1912 werd georganiseerd in de rotonde van het Museum van Kunstnijverheid, toont het enthousiasme van Von Saher.